# Saururowate

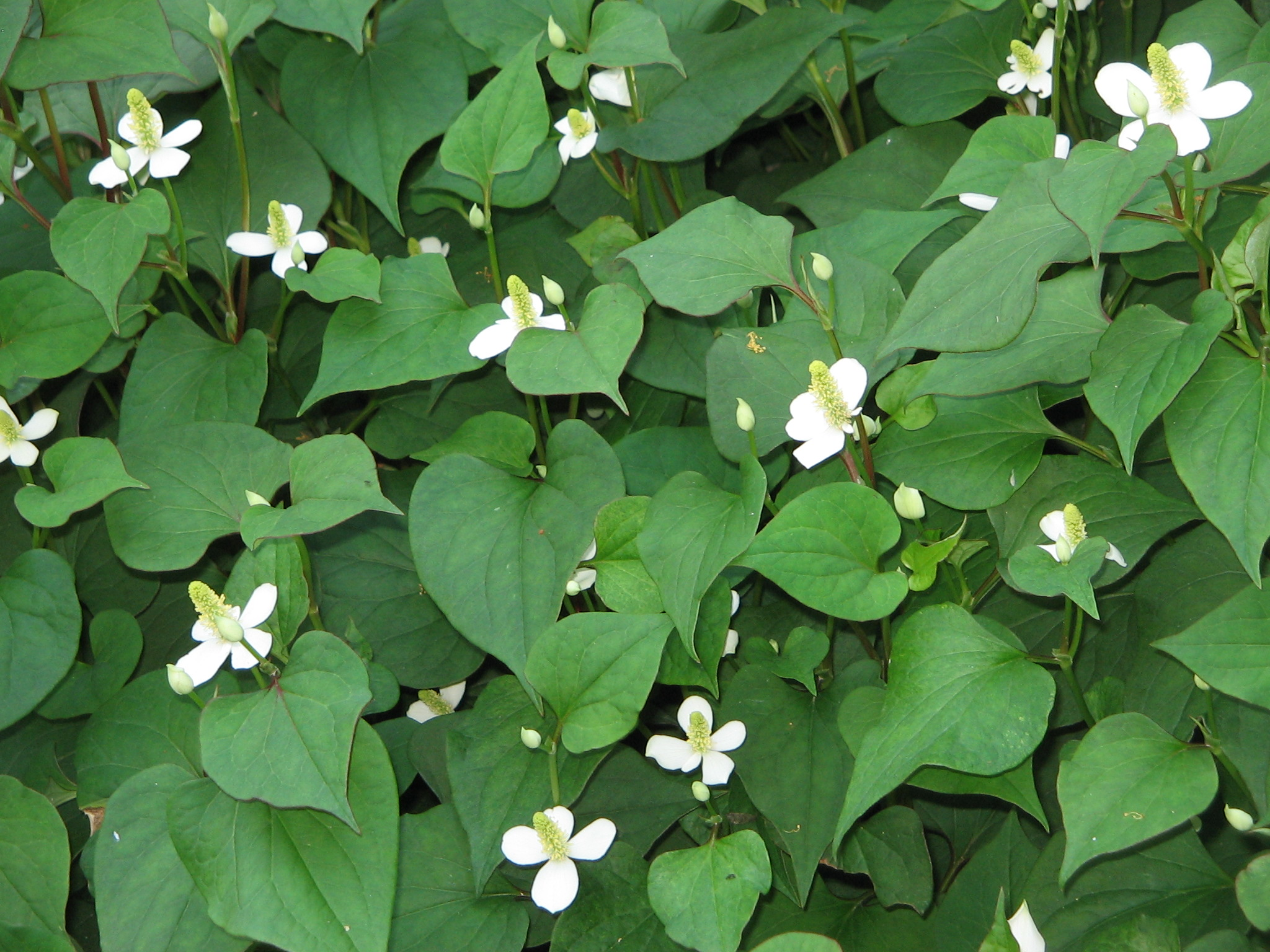
Houttuynia cordata

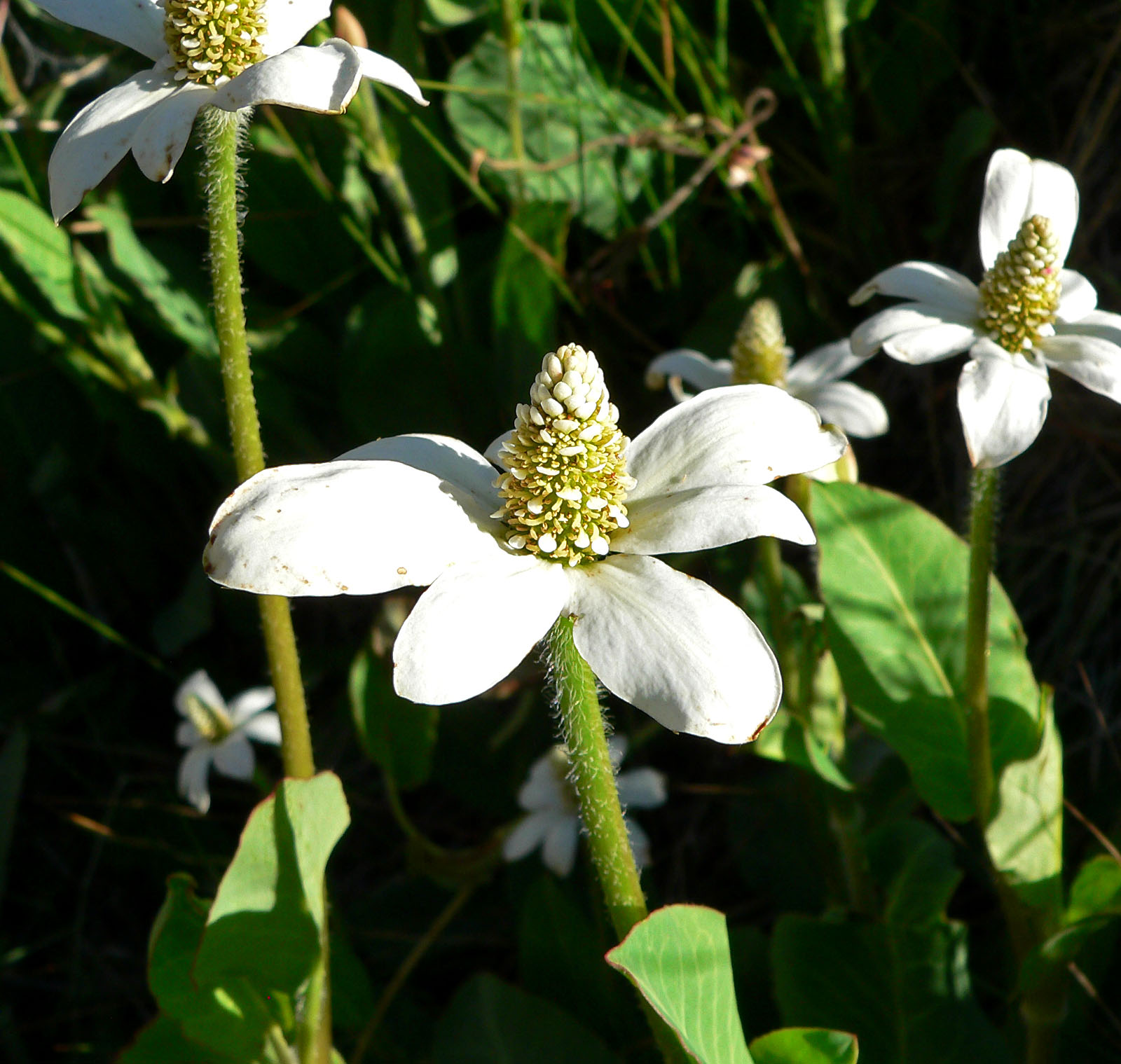
Anemopsis californica

Saururowate, wątlikłoskowate, jaszczurzowate (Saururaceae) – rodzina roślin z rzędu pieprzowców. Należy do niej 6 gatunków z 4 rodzajów. Rośliny zasiedlają głównie siedliska bagienne. Zasięg rodziny cechuje się dysjunkcją pacyficzną – jej przedstawiciele występują w Ameryce Północnej oraz w Azji wschodniej i południowo-wschodniej.
Pstrolistka sercowata Houttuynia cordata jest rozpowszechnioną w uprawie rośliną okrywową, wykorzystywaną także jako warzywo oraz roślina lecznicza. Rośliną leczniczą jest także Anemopsis californica uprawiany przez Indian w czasach przedkolumbijskich. Z walcowatych kłączy sporządzane były przez nich paciorki wykorzystywane do robienia naszyjników (zwane są one paciorkami Apaczów).

## Morfologia
PokrójKłączowe lub rozłogowe, aromatyczne byliny, płożące lub osiągające do 1,2 m wysokości.
LiścieSkrętoległe, czasem dwurzędowe, pojedyncze, ogonkowe, z sercowatą nasadą i błoniastymi przylistkami. Przylistki te zwykle otulają łodygę i przylegają do ogonka. Blaszka użyłkowana pierzasto lub dłoniasto
KwiatyZebrane są w liczbie od 10 do 350 w długie kłosy (Saururus) lub ciasne grona (Anemopsis i Houttuynia). Podsadki pod kwiatostanami są u Anemopsis i Houttuynia okazałe i barwne tak, że tworzą pseudancjum – pozorny kwiat. Poszczególne kwiaty w kwiatostanie są drobne, pozbawione okwiatu i obupłciowe. Pręciki występują w liczbie 3 (Houttuynia) lub 6 (u innych rodzajów). Nitki pręcików są cienkie, łączą się z pylnikami od dołu. Pylniki otwierają się podłużnymi szczelinami skierowanymi na zewnątrz do wnętrza lub na boki. Słupek jest różnie zbudowany u różnych rodzajów. U Saururus słupkowie jest wolne, zbudowane najczęściej z 4 owocolistków (rzadziej od 1 do 7), u Anemopsis tworzą je połączone owocolistki w liczbie od 1 do 3. W rodzajach Houttuynia i Gymnotheca zalążnia jest wpół dolna z 3 lub 4 owocolistkami. Słupkowie jest górne z wyjątkiem Anemopsis, gdzie jest dolne. Szyjki słupków zwieńczone są zbiegającym po nich znamieniem. W zalążniach znajdują się 2–4 zalążki u Saururus lub jest ich 20–50 (u innych rodzajów).
OwoceW rodzaju Saururus rozłupnia, w przypadku pozostałych rodzajów – torebka zawierająca od 8 do 40 nasion.

## Systematyka
Pozycja systematyczna według APweb (aktualizowany system APG IV z 2016)
Saururaceae są jedną z czterech rodzin wchodzących w skład rzędu pieprzowców, jednego z czterech w grupie magnoliowych. Są grupą siostrzaną pieprzowatych.
|  | kokornakowate Aristolochiaceae                                                     |
|  |                                                                                    |
|  | \| \| pieprzowate Piperaceae \| \| \| \| \| \| saururowate Saururaceae \| \| \| \| |
|  |                                                                                    |
|  | pieprzowate Piperaceae                                                             |
|  |                                                                                    |
|  | saururowate Saururaceae                                                            |
|  |                                                                                    |

|  | pieprzowate Piperaceae  |
|  |                         |
|  | saururowate Saururaceae |
|  |                         |

Podział na rodzaje
- Anemopsis Hook. & Arn.
- Gymnotheca Decne.
- Houttuynia Thunb. – pstrolistka
- Saururus L. – jaszczurzec, saururus, wątlikłosek, jaszczurz[8][9]

Zaliczany tu w niektórych ujęciach Circaeocarpus saururoides przeklasyfikowany został jako Zippelia begoniifolia i zaliczony do rodziny pieprzowatych Piperaceae.